# Éliminatoires du Championnat d'Europe de football 1996, groupe 6
Cet article donne le calendrier, les résultats des matches ainsi que le classement du groupe 6 des éliminatoires de l'Euro 1996.

## Classement
| Rang | Équipe               | Pts | J  | G | N | P | Bp | Bc | Diff |  | Résultats (▼ dom., ► ext.) |     |     |     |     |     |     |
| ---- | -------------------- | --- | -- | - | - | - | -- | -- | ---- |  | -------------------------- | --- | --- | --- | --- | --- | --- |
| 1    | Portugal             | 23  | 10 | 7 | 2 | 1 | 29 | 7  | +22  |  | Portugal                   |     | 3-0 | 1-1 | 1-0 | 3-2 | 8-0 |
| 2    | République d'Irlande | 17  | 10 | 5 | 2 | 3 | 17 | 11 | +6   |  | République d'Irlande       | 1-0 |     | 1-1 | 1-3 | 2-1 | 4-0 |
| 3    | Irlande du Nord      | 17  | 10 | 5 | 2 | 3 | 20 | 15 | +5   |  | Irlande du Nord            | 1-2 | 0-4 |     | 5-3 | 1-2 | 4-1 |
| 4    | Autriche             | 16  | 10 | 5 | 1 | 4 | 29 | 14 | +15  |  | Autriche                   | 1-1 | 3-1 | 1-2 |     | 5-0 | 7-0 |
| 5    | Lettonie             | 12  | 10 | 4 | 0 | 6 | 11 | 20 | -9   |  | Lettonie                   | 1-3 | 0-3 | 0-1 | 3-2 |     | 1-0 |
| 6    | Liechtenstein        | 1   | 10 | 0 | 1 | 9 | 1  | 40 | -39  |  | Liechtenstein              | 0-7 | 0-0 | 0-4 | 0-4 | 0-1 |     |

## Résultats et calendrier
| 20 avril 1994 | Irlande du Nord                      | 4 - 1 | Liechtenstein | Windsor Park, Belfast                         |                                               |
|               | Quinn 5e 34e · Lomas 25e · Dowie 48e |       | 84e Hasler    | Spectateurs : 7 150 Arbitrage : Roelof Luinge | Spectateurs : 7 150 Arbitrage : Roelof Luinge |

| 7 septembre 1994 | Lettonie | 0 - 3 | République d'Irlande                   | Stade Daugava, Riga                          |                                              |
|                  |          |       | 16e 75e (pen.) Aldridge · 29e Sheridan | Spectateurs : 3 226 Arbitrage : Anders Frisk | Spectateurs : 3 226 Arbitrage : Anders Frisk |

| 7 septembre 1994 | Liechtenstein | 0 - 4 | Autriche                              | Sportpark Eschen-Mauren, Eschen                |                                                |
|                  |               |       | 18e 45e 78e Polster · 22e Aigner (en) | Spectateurs : 5 800 Arbitrage : Wieland Ziller | Spectateurs : 5 800 Arbitrage : Wieland Ziller |

| 7 septembre 1994 | Irlande du Nord | 1 - 2 | Portugal                   | Windsor Park, Belfast                         |                                               |
|                  | Quinn 58e       |       | 8e R. Costa · 81e Domingos | Spectateurs : 6 301 Arbitrage : Rune Pedersen | Spectateurs : 6 301 Arbitrage : Rune Pedersen |

| 9 octobre 1994 | Lettonie      | 1 - 3 | Portugal                             | Stade Daugava, Riga                          |                                              |
|                | Miļevskis 87e |       | 31e 69e João Vieira Pinto · 70e Figo | Spectateurs : 5 400 Arbitrage : Éric Blareau | Spectateurs : 5 400 Arbitrage : Éric Blareau |

| 12 octobre 1994 | Autriche           | 1 - 2 | Irlande du Nord              | Stade Ernst-Happel, Vienne                           |                                                      |
|                 | Polster 24e (pen.) |       | 3e Gillespie · 36e Gray (en) | Spectateurs : 19 742 Arbitrage : Antonio López Nieto | Spectateurs : 19 742 Arbitrage : Antonio López Nieto |

| 12 octobre 1994 | République d'Irlande        | 4 - 0 | Liechtenstein | Lansdowne Road, Dublin                          |                                                 |
|                 | Coyne 2e 4e · Quinn 30e 82e |       |               | Spectateurs : 32 980 Arbitrage : Bragi Bergmann | Spectateurs : 32 980 Arbitrage : Bragi Bergmann |

| 13 novembre 1994 | Portugal | 1 - 0 | Autriche | Estádio José Alvalade, Lisbonne                  |                                                  |
|                  | Figo 37e |       |          | Spectateurs : 22 273 Arbitrage : Peter Mikkelsen | Spectateurs : 22 273 Arbitrage : Peter Mikkelsen |

| 15 novembre 1994 | Liechtenstein | 0 - 1 | Lettonie     | Sportpark Eschen-Mauren, Eschen              |                                              |
|                  |               |       | 14e Babičevs | Spectateurs : 1 300 Arbitrage : Piotr Werner | Spectateurs : 1 300 Arbitrage : Piotr Werner |

| 16 novembre 1994 | Irlande du Nord | 0 - 4 | République d'Irlande                                  | Windsor Park, Belfast                               |                                                     |
|                  |                 |       | 6e Aldridge · 11e Keane · 38e Sheridan · 54e Townsend | Spectateurs : 10 336 Arbitrage : Serge Muhmenthaler | Spectateurs : 10 336 Arbitrage : Serge Muhmenthaler |

| 18 décembre 1994 | Portugal                                                                                       | 8 - 0 | Liechtenstein | Estádio da Luz, Lisbonne                       |                                                |
|                  | Domingos 2e 11e · Oceano 45e · João Domingos Pinto 56e · Couto 72e · Folha 74e · Alves 75e 79e |       |               | Spectateurs : 22 800 Arbitrage : Lubomír Puček | Spectateurs : 22 800 Arbitrage : Lubomír Puček |

| 29 mars 1995 | République d'Irlande | 1 - 1 | Irlande du Nord | Lansdowne Road, Dublin                              |                                                     |
|              | Quinn 47e            |       | 72e Dowie       | Spectateurs : 32 700 Arbitrage : Mario van der Ende | Spectateurs : 32 700 Arbitrage : Mario van der Ende |

| 29 mars 1995 | Autriche                                                | 5 - 0 | Lettonie | Stadion Lehen (en), Salzbourg                 |                                               |
|              | Herzog 17e 59e · Pfeifenberger 40e · Polster 71e (pen.) |       |          | Spectateurs : 5 262 Arbitrage : Charles Agius | Spectateurs : 5 262 Arbitrage : Charles Agius |

| 26 avril 1995 | Lettonie | 0 - 1 | Irlande du Nord  | Stade Daugava, Riga                          |                                              |
|               |          |       | 70e (pen.) Dowie | Spectateurs : 1 560 Arbitrage : Finn Lambeck | Spectateurs : 1 560 Arbitrage : Finn Lambeck |

| 26 avril 1995 | Autriche                                                                             | 7 - 0 | Liechtenstein | Stadion Lehen (en), Salzbourg                   |                                                 |
|               | Kühbauer 7e · Polster 10e 54e (pen.) · Sabitzer 80e · Pürk (en) 84e · Hütter 87e 89e |       |               | Spectateurs : 1 560 Arbitrage : Vasyl Melnychuk | Spectateurs : 1 560 Arbitrage : Vasyl Melnychuk |

| 26 avril 1995 | République d'Irlande | 1 - 0 | Portugal | Lansdowne Road, Dublin                              |                                                     |
|               | Baía 44e (csc)       |       |          | Spectateurs : 33 500 Arbitrage : Christer Fällström | Spectateurs : 33 500 Arbitrage : Christer Fällström |

| 3 juin 1995 | Portugal                                | 3 - 2 | Lettonie       | Stade des Antas, Porto                          |                                                 |
|             | Figo 5e · Secretário 19e · Domingos 20e |       | 51e 85e Rimkus | Spectateurs : 26 619 Arbitrage : Zoran Petrović | Spectateurs : 26 619 Arbitrage : Zoran Petrović |

| 3 juin 1995 | Liechtenstein | 0 - 0 | République d'Irlande | Sportpark Eschen-Mauren, Eschen               |
|             |               |       |                      | Spectateurs : 4 500 Arbitrage : Charles Agius |

| 7 juin 1995 | Irlande du Nord | 1 - 2 | Lettonie                            | Windsor Park, Belfast                                |                                                      |
|             | Dowie 44e       |       | 59e Zeiberliņš (en) · 62e Astafjevs | Spectateurs : 6 935 Arbitrage : Juan Ansuátegui Roca | Spectateurs : 6 935 Arbitrage : Juan Ansuátegui Roca |

| 11 juin 1995 | République d'Irlande | 1 - 3 | Autriche                    | Lansdowne Road, Dublin                       |                                              |
|              | Houghton 65e         |       | 69e 78e Polster · 72e Ogris | Spectateurs : 33 000 Arbitrage : Markus Merk | Spectateurs : 33 000 Arbitrage : Markus Merk |

| 15 août 1995 | Liechtenstein | 0 - 7 | Portugal                                                                         | Sportpark Eschen-Mauren, Eschen                 |                                                 |
|              |               |       | 25e Domingos · 33e Paulinho Santos · 41e 70e Rui Costa · 66e 73e 90e Paulo Alves | Spectateurs : 3 500 Arbitrage : Dragutin Poljak | Spectateurs : 3 500 Arbitrage : Dragutin Poljak |

| 16 août 1995 | Lettonie                             | 3 - 2 | Autriche                       | Stade Daugava, Riga                        |                                            |
|              | Rimkus 11e 59e · Zeiberliņš (en) 88e |       | 68e Polster · 78e Ramusch (en) | Spectateurs : 2 600 Arbitrage : Ilkka Koho | Spectateurs : 2 600 Arbitrage : Ilkka Koho |

| 3 septembre 1995 | Portugal     | 1 - 1 | Irlande du Nord | Stade des Antas, Porto                       |                                              |
|                  | Domingos 47e |       | 66e Hughes      | Spectateurs : 26 780 Arbitrage : Rémi Harrel | Spectateurs : 26 780 Arbitrage : Rémi Harrel |

| 6 septembre 1995 | Autriche          | 3 - 1 | République d'Irlande | Stade Ernst-Happel, Vienne                   |                                              |
|                  | Stöger 3e 64e 77e |       | 74e McGrath          | Spectateurs : 24 000 Arbitrage : Ahmet Çakar | Spectateurs : 24 000 Arbitrage : Ahmet Çakar |

| 6 septembre 1995 | Lettonie            | 1 - 0 | Liechtenstein | Stade Daugava, Riga                                |                                                    |
|                  | Zeiberliņš (en) 83e |       |               | Spectateurs : 3 800 Arbitrage : Tom Henning Øvrebø | Spectateurs : 3 800 Arbitrage : Tom Henning Øvrebø |

| 11 octobre 1995 | Autriche   | 1 - 1 | Portugal            | Stade Ernst-Happel, Vienne                        |                                                   |
|                 | Stöger 21e |       | 49e Paulinho Santos | Spectateurs : 44 000 Arbitrage : Nikolaï Levnikov | Spectateurs : 44 000 Arbitrage : Nikolaï Levnikov |

| 11 octobre 1995 | République d'Irlande | 2 - 1 | Lettonie   | Lansdowne Road, Dublin                                |                                                       |
|                 | Aldridge 61e (pen.)  |       | 78e Rimkus | Spectateurs : 33 500 Arbitrage : Juan Fernández Marín | Spectateurs : 33 500 Arbitrage : Juan Fernández Marín |

| 11 octobre 1995 | Liechtenstein | 0 - 4 | Irlande du Nord                                            | Sportpark Eschen-Mauren, Eschen              |                                              |
|                 |               |       | 36e O'Neill · 49e McMahon (en) · 55e Quinn · 72e Gray (en) | Spectateurs : 1 100 Arbitrage : Ľuboš Micheľ | Spectateurs : 1 100 Arbitrage : Ľuboš Micheľ |

| 15 novembre 1995 | Portugal                                | 3 - 0 | République d'Irlande | Estádio da Luz, Lisbonne                         |                                                  |
|                  | Rui Costa 60e · Hélder 74e · Cadete 89e |       |                      | Spectateurs : 71 766 Arbitrage : Piero Ceccarini | Spectateurs : 71 766 Arbitrage : Piero Ceccarini |

| 15 novembre 1995 | Irlande du Nord                                                      | 5 - 3 | Autriche                                | Windsor Park, Belfast                        |                                              |
|                  | O'Neill 27e 78e · Dowie 32e (pen.) · Hunter (en) 53e · Gray (en) 63e |       | 55e Schopp · 70e Stumpf (en) · 81e Wetl | Spectateurs : 8 451 Arbitrage : Leif Sundell | Spectateurs : 8 451 Arbitrage : Leif Sundell |